# Шајнер (Тексас)
Шајнер (енгл. Shiner) град је у америчкој савезној држави Тексас. По попису становништва из 2010. у њему је живело 2.069 становника.

## Демографија
Према попису становништва из 2010. у граду је живело 2.069 становника, што је 1 (0,0%) становника мање него 2000. године.
| Група             | 2000.         | 2010.         |
| Белци             | 1.702 (82,2%) | 1.685 (81,4%) |
| Афроамериканци    | 225 (10,9%)   | 200 (9,7%)    |
| Азијати           | 6 (0,3%)      | 8 (0,4%)      |
| Хиспаноамериканци | 126 (6,1%)    | 156 (7,5%)    |
| Укупно            | 2.070         | 2.069         |